# Mark Schoofs
Mark Schoofs es un periodista estadounidense ganador del Premio Pulitzer y fue editor en jefe de BuzzFeed News. También es profesor invitado en la Escuela Annenberg de Comunicación y Periodismo de la Universidad del Sur de California.

## Biografía
Después de graduarse magna cum laude de la Universidad Yale, comenzó su carrera periodística en la década de 1990 con el periódico LGBT de Chicago Windy City Times. En 1999, Schoofs pasó más de seis meses en una tarea para The Village Voice en países africanos escribiendo una serie de ocho partes de artículos sobre el VIH/sida. Un año más tarde, ganó el premio Pulitzer por su reportaje «provocador y esclarecedor». A lo largo de su carrera, Schoofs también obtuvo el premio al Mejor Reportaje de Deadline Club y el capítulo de Nueva York de la Sociedad de Periodistas Profesionales, el premio Peter Liagor de Headline Club, y ganó cuatro veces el capítulo de Chicago de la Sociedad de Periodistas Profesionales. También ha sido galardonado con múltiples premios de periodismo científico de la Asociación Estadounidense para el Avance de la Ciencia.
Además de reportajes internacionales, Schoofs se especializó en ensayos culturales, reseñas de arte y música y correspondencia extranjera de Europa del Este. Sus trabajos aparecieron en The New York Times Magazine, The Washington Post, Esquire, The Advocate, Courrier international y otras revistas. Por ejemplo, informó sobre fraudes en la industria médica; se convirtió en parte del equipo de noticias de última hora de The Wall Street Journal que cubrió los atentados del 11 de septiembre de 2001. El trabajo conjunto desde la zona cero recibió el premio Pulitzer por reportajes de noticias de última hora en 2002. Más tarde, Schoofs trabajó en ProPublica como editor de un equipo de reporteros de investigación.
En 2014, Schoofs se unió a BuzzFeed News, donde fundó una unidad de reportajes de investigación. Bajo su liderazgo, el equipo de más de 20 reporteros ganó un premio George Polk, un premio National Magazine, un premio Scripps Howard, dos premios de periodismo británico y un premio del London Press Club. Además, el trabajo de su equipo fue nombrado dos veces finalista de un Premio Pulitzer. Schoofs anunció en marzo de 2022 que renunciaría a BuzzFeed News como editor en jefe después de que se anunciaran más recortes en la redacción.
Schoofs fue nombrado profesor de periodismo en Yale en 2012. Ha sido profesor invitado en la Escuela de Comunicación y Periodismo Annenberg de la Universidad del Sur de California desde 2018. Continuó ocupando este puesto cuando asumió el cargo de editor jefe de BuzzFeed News en la primavera de 2020. BuzzFeed News estableció un programa de pasantías para sus alumnos; Schoofs también participó en la creación de la práctica de verano del Beacon Project.